# 久山慎一
久山 慎一（くやま しんいち、1944年 ｰ ）は、日本の総務官僚、外交官。
総務省総務審議官、駐ウルグアイ特命全権大使を歴任した。

## 略歴
- 1944年、岡山市中井に久山利喜夫の長男として生まれる。高島小学校、丸の内中学校（現岡山中央中学校）、朝日高校を経て、東京大学法学部を卒業。
- 1970年、旧総理府に入る。
- 1972年、米国エール大学大学院に留学、国際関係論を学ぶ。
- 1989年、 旧総務庁で国内外の青年が諸国を訪れる「世界青年の船」を手掛ける。長官官房審議官などを経る。
- 2001年、総務省統計局長、人事・恩給局長。
- 2004年、総務省総務審議官（行政制度担当）。
- 2005年1月、総務省総務審議官を辞職。60歳。
- 2005年4月、駐ウルグアイ特命全権大使（‐2007年）。

## 人物
趣味はインラインスケート、スキューバーダイビング、小型船舶の操縦、アマチュア無線、そば打ちなど多彩。おかやま財界（2004年3月5日号）の『ふるさとメール』の中で、「趣味に打ち込んでいる最中、ふと仕事上の問題解決につながるヒントがひらめく。うまくいかない時の気分転換にもなる。自分の世界を持つことは大切。……子どものころの魚捕りや父と歩いた操山などの原体験が今につながっている」と語っている。